# Vy Vincent Ngo
Vy Vincent Ngo (1966) è uno sceneggiatore vietnamita naturalizzato statunitense.

## Filmografia parziale
- The Hunger (Ménage à Trois, 1997)
- The Hire (Strada per l'inferno e Hostage, 2001)
- Dòng Máu Anh Hùng (2007)
- Hancock (Siêu nhân cái bang, 2008)